# Buergeria otai

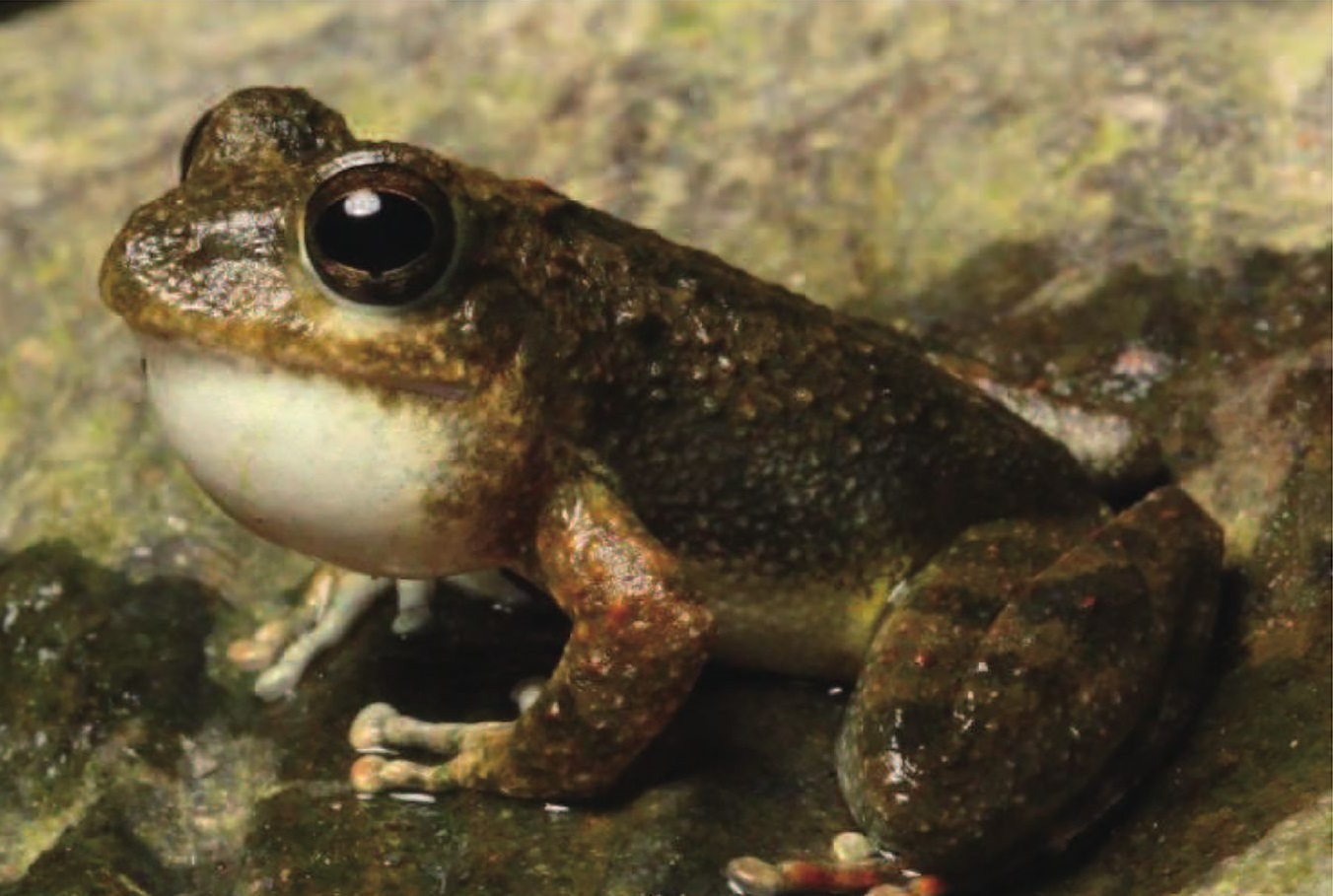
Macho em fase de chamamento

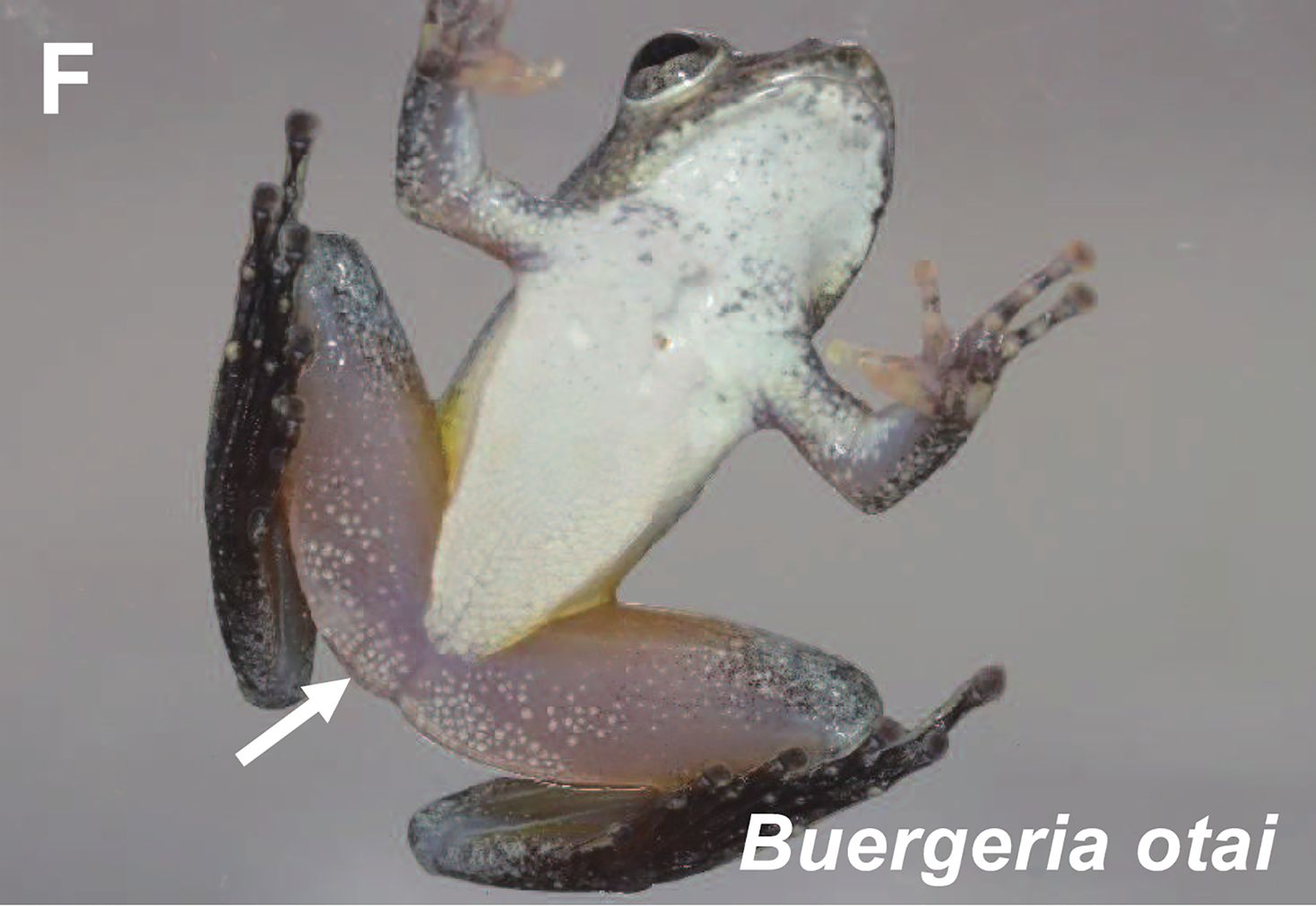
Vista dorsal

Buergeria otai é uma espécie de sapo na família Rhacophoridae. É endémica de Taiwan e encontrada no leste e sul da ilha. Buergeria japonica, com quem Buergeria otai esteve confundida, foi descrita como uma espécie distinta em 2017, e ocorre no noroeste de Taiwan. As duas espécies têm apenas uma estreita zona de contacto e podem ser distinguidas com base em marcadores genéticos e na morfologia.

## Etimologia
O nome específico otai honra o professor Hidetoshi Ota, em reconhecimento da sua "grande contribuição à herpetologia e biogeografia no Leste da Ásia". O nome comum Ota's stream tree frog tem sido sugerido para esta espécie.

## Descrição
Os machos adultos medem entre 23 a 2923–29 mm (0,91–1,1 pol) e fêmeas adultas entre 30-3830–38 mm (1,2–1,5 pol). O corpo é alongado e moderadamente fino. O tímpano é pouco perceptível, considerando que a dobra supratimpânica é proeminente. Os machos têm relativamente um grande subgular saco vogal. Os dedos são finos, sem conexção entre eles, e ostentam discos de tamanho médio. Os dedos são longos, havendo parcialmente membranas, e também têm discos de tamanho médio. A coloração dorsal é variável, dependendo das condições de iluminação e plano de fundo. Durante o dia, descansando, as rãs são geralmente acinzentadas. Os machos em fase de chamamento, na noite, podem mostrar uma gama de cores, a partir de cinza, amarelo, dourado, marrom e laranja escuro. Há uma marcação dorsal escura assemelhando-se a letra X ou H que pode quase desaparecer. As fêmeas geralmente apresentam uma coloração marrom durante o amplexo. O queixo e o ventre são cinza-branco. O queixo tem pequenas manchas irregulares e há pequenas manchas brancas no lado ventral da coxa.
Buergeria otai pode emitir dois tipos de chamadas, "chamadas curtas", que consiste em pulsos consecutivos regulares e longo (geralmente, cerca de 16-17), e "chamadas longas" que tem um grande pico no início, uma série de vários pulsos rápidos, e, geralmente, um final com outro pico curto. A anterior chamada é semelhante à chamada de Buergeria japonica, enquanto o último é exclusivo.